# Club femminili
Sotto la denominazione generale di club femminili si intendono una serie di associazioni e circoli politici di donne che nascono durante la rivoluzione francese ad opera di attiviste femminili come Olympe de Gouges, Etta Palm d'Aelders, Théroigne de Méricourt e altre ancora.

## Storia

### La rivolta delle donne nella rivoluzione francese
Il movimento che si è proposto e si propone lo scopo di liberare le donne dall'oppressione maschile si chiama oggi femminismo.
Questo movimento è tipicamente moderno. Nasce in Francia durante la rivoluzione del 1789. La sua più importante espressione è la dichiarazione dei diritti della donna e della cittadina (Déclaration des Droits de la Femme et de la Citoyenne), scritta nel 1791 dalla rivoluzionaria girondina Olympe de Gouges, in cui si rivendica per le donne tutti i diritti civili e politici e la soppressione della tirannia maschile.
Il testo, presentato all'Assemblea legislativa, ricalca puntualmente la dichiarazione dei diritti dell'uomo e del cittadino (Déclaration des Droits de l'Homme et du Citoyen) dell'agosto 1789. Vi si legge fra l'altro che “la Donna nasce libera e rimane uguale all'uomo nei diritti”; che “tutte le cittadine e tutti i cittadini […] devono avere uguali possibilità di essere ammessi a tutte le dignità, a tutti i posti e a tutti gli impieghi pubblici, secondo le loro capacità, e senza altre distinzioni che non siano quelle delle loro virtù e delle loro capacità”; che la donna, avendo il diritto di salire sul patibolo, deve avere anche quello di salire sulla tribuna (ovvero di fare politica).
La Dichiarazione non ha nessuna conseguenza nella società francese; le donne continuano a essere escluse dal voto e la loro partecipazione alla vita politica è vista con sospetto. La stessa Olympe de Gouges viene ghigliottinata, in quanto girondina, durante il Terrore (3 novembre 1793). Tuttavia, nello stesso periodo, nasce al di là della Manica il movimento femminista inglese, con l'opera Vindication of the Rights of Woman, di cui è autrice Mary Wollstonecraft.

### Le grandi femministe nella Francia rivoluzionaria
Olympe de Gouges non è la sola femminista nella Francia rivoluzionaria.
In questo periodo molte donne cominciano a rivendicare concretamente i propri diritti e la parità con l'altro sesso. Già nel 1789, durante l'elezione dei deputati agli Stati generali, vari cahiers de doléances (quaderni di lamentele) scritti da donne avevano denunciato la subordinazione femminile nel lavoro e nella società e si chiede il diritto al divorzio e all'istruzione.
Scoppiata la rivoluzione, le donne più colte o più agguerrite imparano a prendere la parola in pubblico. Fra queste, Etta Palm d'Aelders, una femminista olandese che vive in Francia, che nel 1790 pronuncia un discorso femminista all'assemblea degli Amici della Verità. “La giustizia chiede che le leggi, come l'aria e il sole, siano comuni a tutti gli esseri”, osserva la Palm; invece “ovunque le leggi sono in favore degli uomini” e i pregiudizi confinano le donne in un ruolo secondario, trasformando così “il più dolce, il più sacro dei doveri, quello di sposa e madre, in una penosa e orribile schiavitù”. Per uscirne, Etta Palm ritiene che sia necessaria una rivoluzione dei costumi, che abolisca la servitù femminile.
In seguito, con l'avvio della guerra contro l'Austria (dichiarata il 20 aprile 1792), si moltiplicheranno gli appelli delle donne rivoluzionarie alla Convenzione perché le autorizzi ad armarsi e a creare battaglioni di amazzoni. “Armiamoci, ne abbiamo diritto per natura e per legge”, proclama la rivoluzionaria Théroigne de Méricourt rivolta alle concittadine; “mostriamo agli uomini che non siamo inferiori né per virtù né per coraggio”.
Donne di tutti i ceti fanno poi sentire la loro presenza durante le grandi giornate rivoluzionarie; in particolare sono alla testa dell'imponente corteo del 5 ottobre 1789, che costringe il re Luigi XVI a trasferirsi da Versailles a Parigi, dove può essere meglio controllato dal popolo. Queste attività non sono femministe in sé, ma contribuiscono in qualche modo alla causa femminista poiché si contrappongono ai valori della società del tempo, in cui si lodava la passività delle donne.

### La delusione della costituzione del 1791 in Francia
La costituzione francese del 1791 è una delusione per le attiviste, poiché esclude le donne dal godimento dei diritti politici. Nel complesso, infatti, i rivoluzionari maschi sono tradizionalisti per quanto concerne il ruolo delle donne. È vero che alcuni uomini appoggiano le richieste femminili (ad esempio Jean Baptiste Labenette, fondatore del Journal des Droits de l'Homme, e il filosofo illuminista Condorcet). È vero anche che, fra il 1791 e il 1792, le donne sono ammesse dai legislatori francesi a testimoniare nei processi civili; non vengono più discriminate nell'eredità; hanno la libertà di scegliersi un marito e di chiedere il divorzio (introdotto nel 1792); conquistano la parità all'interno della coppia. Però restano cittadine di seconda classe, perché la loro partecipazione attiva alla vita politica viene scoraggiata.
Un segno evidente di questa discriminazione è il divieto alle donne di partecipare come membri attivi ai principali club politici del tempo (giacobini, cordiglieri ecc.). Per questo motivo, nascono i club femminili.
La già citata Théroigne de Méricourt, ad esempio, nel 1790 dà vita al Club des Amis de la loi (Club delle Amiche della Legge). Etta Palm d'Aelders l'anno dopo fonda la Società delle Amiche della Verità, che si impegna a favore dell'istruzione delle ragazze e ha fra i suoi obiettivi la legge sul divorzio e i diritti politici delle donne.
Uno dei club più famosi è la Società delle repubblicane rivoluzionarie (Société des républicaines révolutionnaires), fondato nel 1793 da Pauline Léon, cioccolataia, e dall'attrice Claire Lacombe. Le repubblicane rivoluzionarie sono delle sanculotte, fautrici della democrazia diretta, dell'uguaglianza economica e della lotta senza quartiere ai traditori della patria. Vestite alla sanculotta, con berretto rosso e coccarda tricolore, si scontrano per strada con le donne di altre fazioni politiche; sono loro che, il 13 maggio 1793, aggrediscono Théroigne de Méricourt, simpatizzante girondina, frustandola fino a che non perde i sensi.
Il club delle repubblicane rivoluzionarie partecipa alla giornata del 2 giugno 1793, che provoca la caduta dei girondini; poi si unisce al gruppo degli “arrabbiati” (enragés), critici da sinistra del governo giacobino.

### La fine dei club femministi in Francia
Questo avvicinamento delle Repubblicane rivoluzionarie agli avversari infastidisce ovviamente i giacobini, accelerando la fine del club. Tuttavia bersaglio della repressione giacobina sono tutti i club femminili: il 9 brumaio 1793 la Convenzione ne decreta la chiusura. Gli argomenti portati dal relatore, il deputato André Amar, sono l'inferiorità morale e fisica della donna e la sua naturale predisposizione alla vita domestica. Nel dibattito in aula il procuratore della Comune di Parigi, Pierre-Gaspard Chaumette, rincara la dose. “Da quando è permesso alle donne di abiurare il proprio sesso e farsi uomini?”, si domanda. La natura “ha detto all'uomo: sii uomo! Le corse, la caccia, il lavoro dell'aratro, le cure della politica, le fatiche di tutti i tipi, ecco le tue prerogative”. Diverso il messaggio rivolto alla donna: “sii donna ! Le tenere cure dell'infanzia, le faccende domestiche, le dolci inquietudini della maternità, ecco i tuoi compiti”. Con un solo voto contrario, la Convenzione approva la chiusura dei club delle donne. Finisce così l'esperienza del protagonismo femminile nella Rivoluzione francese.

### La scarsa capacità di cooperare fra i vari club
Oltre all'ostilità maschile, i club di donne durante la rivoluzione hanno dovuto fronteggiare un altro problema: la difficoltà ad agire insieme, creando una forte organizzazione. Le rivoluzionarie, come si è visto, erano divise dai differenti orientamenti politici e non tutte avevano come principale obiettivo la causa femminista. Il club delle Repubblicane rivoluzionarie, ad esempio, non avanzava rivendicazioni come la parità salariale delle donne o il diritto di voto; nelle province francesi, poi, molti club si erano trasformati presto in associazioni di beneficenza. Questa scarsa unità di intenti, indebolendo il movimento, ha probabilmente concorso alla sua sconfitta.
Tuttavia, secondo una diffusa interpretazione storiografica, il bilancio della rivoluzione francese non è del tutto negativo per le donne. La rivoluzione, ha scritto una storica contemporanea, è stata comunque “una trasformazione decisiva”, perché “ha posto il problema delle donne e ne ha fatto un punto nodale del proprio interrogarsi politico sulla società” anche se, dopo averlo messo all'ordine del giorno, non l'ha affrontato nel modo migliore. In ogni caso le idee delle rivoluzionarie sconfitte, dopo un silenzio di decenni, torneranno a manifestarsi con più forza di prima nel movimento femminista esploso a fine Ottocento.

## Riferimenti
- Annie Goldmann, Le donne entrano in scena. Dalle suffragette alle femministe, Firenze, Giunti, 1996, p. 45
- Paule-Marie Duhet, Les femmes et la Révolution, 1789-1794, Julliard, Archives, 1971, pp. 153–157.
- Pierre-Gaspard Chaumette, in Révolutions de Paris: dédiées à la nation, Paris, Prudhomme, 1793, p. 282.
- Paule-Marie Duhet (a cura di), Cahiers de doléances. Donne e Rivoluzione francese, Palermo, La Luna/ Editions des femmes, 1989
- Etta Palm d'Aelders, Discorso sull'ingiustizia delle leggi in favore degli Uomini, a danno delle Donne, letto all'Assemblea Federativa degli Amici della Verità, il 30 dicembre 1790, in Paule-Marie Duhet (a cura di), Cahiers de doléances. Donne e Rivoluzione francese, Palermo, La Luna/ Editions des femmes, 1989, pp. 80–81.
- Théroigne de Méricourt, Discorso pronunciato alla Fraterna Società dei Minimi, il 25 marzo 1792, in Paule-Marie Duhet (a cura di), Cahiers de doléances. cit., p. 148.
- Sebastiano Granata, Con la rivoluzione francese femminismo al guinzaglio
- Elizabeth Sledziewski, Rivoluzione e rapporto fra i sessi, in Georges Duby e Michelle Perrot, Storia delle donne. L'Ottocento, Roma-Bari, Laterza, 1991, p. 34.